# Skorišnjak
Skorišnjak – wieś w Słowenii, w gminie Videm. W 2018 roku liczyła 59 mieszkańców.